# Doktorzy honoris causa Uniwersytetu Ekonomicznego w Poznaniu
- 1971  
  - Prof. Kazimierz Secomski (Polska)
- 1976
  - Prof. Walter Isard(inne języki) (USA)
  - Prof. Leo Klaassen (Holandia)
  - Prof. Józef Górski (Polska)
- 1977
  - Prof. Stanisław Leszczycki (Polska)
- 1978
  - Prof. Janos Kornai (Węgry)
- 1981
  - Prof. Florian Barciński (Polska)
- 1986
  - Prof. Zbigniew Zakrzewski (Polska)
  - Prof. Walter Klitzsch (Niemcy)
  - Prof. Claude Ponsard(inne języki) (Francja)
  - Prof. Maciej Wiewiórowski (Polska)
- 1993
  - Prof. Stanisław Rączkowski (Polska)
  - Prof. Klaus Standke (Niemcy)
  - Prof. Cees Veeger(inne języki) (Holandia)
- 1995
  - Prof. Claudio Calzolari (Włochy)
- 1996 
  - Prof. Dr. Rolf Funck(inne języki) (Niemcy)
  - Lady Margaret Thatcher (Wielka Brytania)
- 1998
  - Prof. Ryszard Domański (Polska)
- 2001
  - Dr Klaus Haensch (Niemcy)
- 2006
  - Prof. Leszek Balcerowicz (Polska)
- 2009
  - Prof. Danuta Hübner (Polska)
- 2010
  - Dr. Stanisław Gomułka (Polska)
- 2011
  - Hans-Dietrich Genscher (Niemcy)
- 2016
  - Andrzej Byrt (Polska)
- 2019
  - Profesor Michael E. Porter (USA)
  - Profesor Oded Galor